# Tiffany Stratton
Jessica Woynilko (née le 1er mai 1999 à Prior Lake (Minnesota) est une ancienne gymnaste et une catcheuse (lutteuse professionnelle) américaine. Elle travaille à la World Wrestling Entertainment, dans la division SmackDown, sous le nom de Tiffany Stratton, où elle est l'actuelle championne de la WWE.

## Jeunesse
Jessica Woynilko fait de la gymnastique et elle a participé à des compétitions nationales et internationale entre 2016 et 2017,. En 2019, elle obtient un diplôme universitaire à l'université Sainte-Catherine.

## Carrière de catcheuse

### World Wrestling Entertainment (2021-...)

#### Débuts à205 Live,NXTet championne deNXT(2021-2023)
Le 30 août 2021, elle est l'une des nouvelles recrues annoncées du WWE Performance Center. 
Le 16 novembre à 205 Live, elle fait ses débuts en tant que Face, sous le nom de Tiffany Stratton, dispute son premier match et bat Amari Miller. Trois soirs plus tard à 205 Live, elle effectue un Heel Turn et rebat sa même adversaire de manière sournoise. Le 28 décembre à NXT, elle fait ses débuts dans le show jaune, dispute son premier match et bat Fallon Henley.
Le 1er avril 2023 à NXT Stand & Deliver, elle ne remporte pas le titre féminni de NXT, battue par Indi Hartwell dans un Ladder match qui inclut également Roxanne Perez, Gigi Dolin, Lyra Valkyria et Zoey Stark. Le 28 mai à NXT Battleground, elle devient la nouvelle championne de NXT en battant son avant-dernière adversaire en finale du tournoi, remporte le titre pour la première fois de sa carrière et son premier titre personnel. 
Le 30 juillet à NXT: The Great American Bash, elle conserve son titre en battant Thea Hail par soumission dans un Submission match. Le 12 septembre à NXT, elle ne conserve pas sa ceinture, battue par Becky Lynch, ce qui met fin à un règne de 107 jours. Seize soirs plus tard à NXT No Mercy, elle ne remporte pas la ceinture, rebattue par sa même adversaire dans un Extreme Rules match.
Le 9 décembre à NXT Deadline, elle ne devient pas aspirante n°1 au titre féminin de NXT, battue par Blair Davenport dans un Women's Iron Survivor Challenge.

#### Débuts àSmackDown, Miss Money in the Bank et championne de la WWE (2024-...)
Le 27 janvier 2024 au Royal Rumble, elle entre dans son tout premier Women's Royal Rumble match en 29e position, élimine Roxanne Perez avant d'être elle-même éliminée par la future gagnante, Bayley. Six soirs plus tard à SmackDown, elle rejoint officiellement le show bleu, y fait ses débuts, dispute son premier match et bat Michin. Le 24 février à Elimination Chamber, elle ne devient pas aspirante no 1 au titre mondial féminin à WrestleMania XL, battue par Becky Lynch dans son tout premier Women's Elimination Chamber match.
Le 4 mai à Backlash, elle ne remporte pas le titre féminin de la WWE, battu par Bayley dans un Triple Threat match qui inclut également Naomi.
Le 6 juillet à Money in the Bank, elle participe à son tout premier Women's Money in the Bank Ladder match et remporte la mallette.

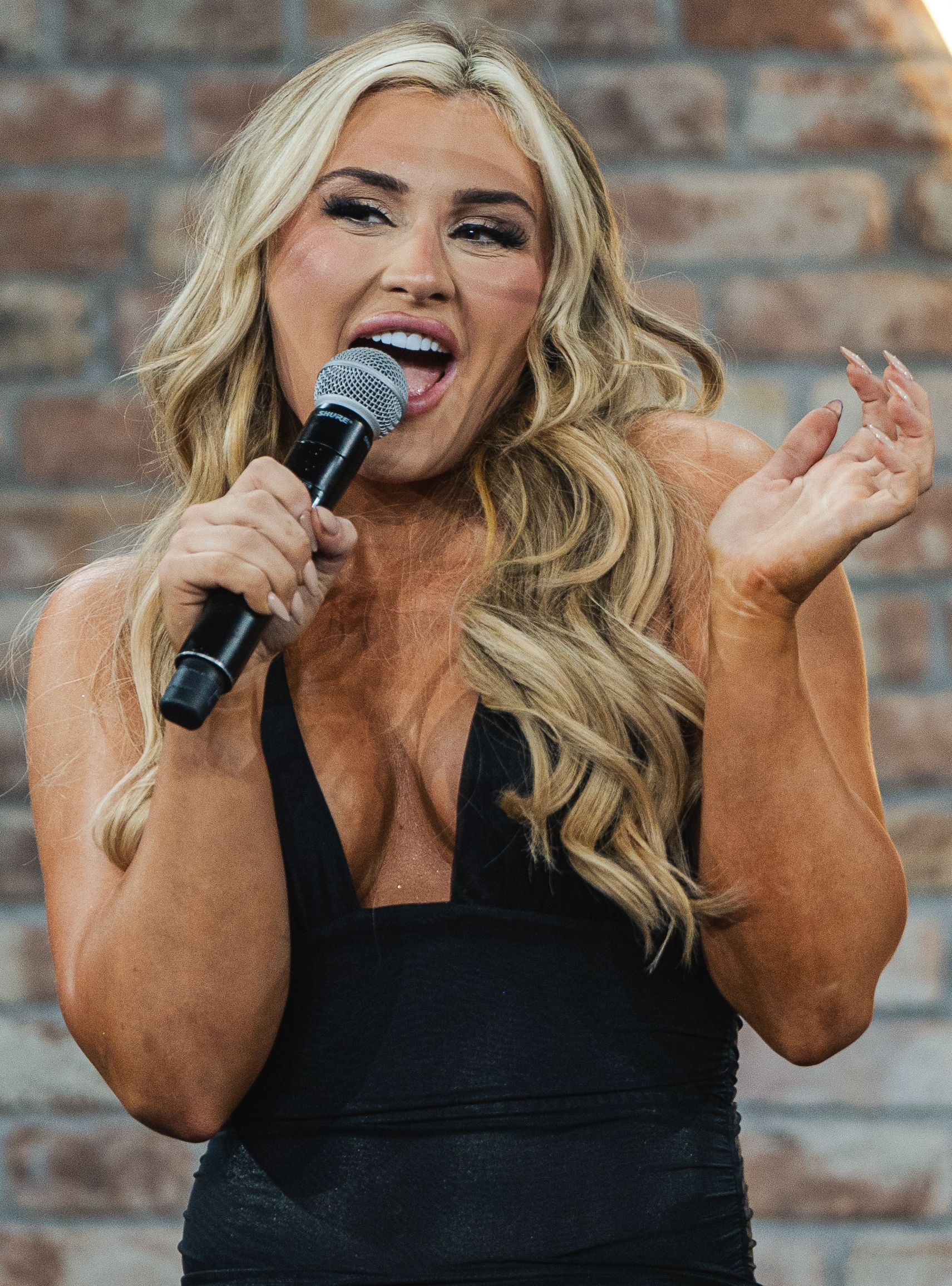
Tiffany Stratton en 2024.

Le 30 novembre aux Survivor Series: WarGames, Liv Morgan, Raquel Rodriguez, Candice LeRae, Nia Jax et elle perdent face à Rhea Ripley, IYO SKY, Bayley, Bianca Belair et Naomi dans son tout premier Women's WarGames match.
Le 3 janvier 2025 à SmackDown, après la conservation du titre de la catcheuse samoane sur Naomi, elle attaque la première avec sa mallette, se débarrasse de Bianca Belair et Candice LeRae, l'encaisse, devient la nouvelle championne de la WWE en la battant, remporte le titre pour la première fois de sa carrière, son second titre personnel et son premier titre dans le roster principal. La semaine suivante à SmackDown, elle effectue un Face Turn et explique que l'encaissement de sa mallette sur son ancienne partenaire était un plan réfléchi depuis des semaines. Le 14 février à SmackDown, Charlotte Flair effectue un Heel Turn, l'attaque et la choisit officiellement comme adversaire pour WrestleMania 41. Le 1er mars à Elimination Chamber, Trish Stratus et elle battent Candice LeRae et Nia Jax.
Le 19 avril à WrestleMania 41, elle conserve son titre en battant The Queen.
Le 13 juillet à Evolution, elle conserve son titre en battant son ancienne équipière. Le 2 août à SummerSlam, elle conserve son titre en battant Jade Cargill.

## Palmarès
- World Wrestling Entertainment
  - 1 fois Championne de la NXT
  - 1 fois Championne de la WWE (actuelle)
  - Miss Money in the Bank (2024)

## Récompenses des magazines
- Pro Wrestling Illustrated

| Année | 2023 | 2024 |
| ----- | ---- | ---- |
| Rang  | 25   | 32   |

## Vie privée
Elle est en couple avec le catcheur allemand de Raw, Ludwig Kaiser.